# 小泉藩
小泉藩（日语：／ Koizumi han */?）是位於日本大和國的一個藩。藩廳位於小泉陣屋。

## 歷史
1600年關原之戰後，片桐貞隆被幕府分配到大和國小泉1萬石。大坂之役後，因其戰功，被加封到1萬6千石。1627年，第二代藩主貞昌之子貞晴獲得3000石。第三代藩主片桐貞房給予庶兄信隆1000石，另外1000石被幕府沒收。1869年版籍奉還後成為了藩知事，1871年因廢藩置縣而廢藩。

## 藩主

### 片桐家
外樣。1万石→1万6000石→1万3000石→1万1000石。
1. 貞隆
2. 貞昌
3. 貞房
4. 貞起
5. 貞音
6. 貞芳
7. 貞彰
8. 貞信
9. 貞中
10. 貞照
11. 貞利
12. 貞篤